# Hieracium canescens
Hieracium canescens es una especie de planta con flor del género Hieracium, de la familia Asteraceae, orden Asterales.

## Distribución
Hieracium canescens se distribuye por Francia, Alemania, España y Suiza.

## Taxonomía
Fue descrita científicamente por Schleich. Fue publicada en Cat. Pl. Helv., ed. 3: 17 (1815).